# Ryan Koolwijk
Ryan Koolwijk (Rotterdam, 8 augustus 1985) is een voormalig Nederlands-Surinaams profvoetballer die doorgaans als middenvelder speelde. Hij speelde voor Excelsior Rotterdam, N.E.C., FC Dordrecht, AS Trenčín, Almere City FC en PEC Zwolle. Hij speelde zeven interlands voor het Surinaams nationale elftal.

## Clubcarrière

### Excelsior
Koolwijk werd door Excelsior weggeplukt bij de amateurs van VV Lekkerkerk. Lange tijd speelde hij op amateurbasis voor de Kralingers. Dit was ook het geval toen hij in december 2007 debuteerde tegen Roda JC in de Eredivisie. Dat seizoen degradeerde Koolwijk met Excelsior naar de Eerste Divisie. Desondanks maakte Koolwijk in zeven wedstrijden een goede indruk, waarna FC Twente hem wilde inlijven. De linksbenige middenvelder besloot echter Excelsior trouw te blijven en tekende een profcontract tot medio 2011. Hij maakte op 13 maart 2009 zijn eerste doelpunt voor Excelsior, de enige in een 1-0 overwinning op FC Dordrecht. Hij miste slechts één wedstrijd dat seizoen, kwam tot drie goals en twee assists, werd vijfde en werd in de play-offs om promotie in de eerste ronde uitgeschakeld door RKC Waalwijk.
Vanaf de zomer van 2009 was Koolwijk aanvoerder van Excelsior. Dat seizoen schroefde hij zijn productie op, hij scoorde zes goals en gaf acht assists in de competitie, waarin Excelsior derde werd. Via de play-offs werd vervolgens gewonnen van PEC Zwolle en Sparta Rotterdam, waarna Excelsior na twee seizoenen terugkeerde in de Eredivisie. Dat seizoen kwam Koolwijk tot elf assists, waarin slechts vier spelers in de competitie hem overtroffen. Excelsior eindigde zestiende en stelde zich via de play-offs veilig door te winnen van FC Den Bosch en Helmond Sport. Koolwijk was daarin met twee goals en twee assists erg belangrijk. Hij speelde vier seizoenen bij Excelsior en kwam daarin tot 130 wedstrijden en twaalf doelpunten. 

### N.E.C.
Koolwijk volgde in 2011 trainer Alex Pastoor naar N.E.C. Hij maakte op op 6 augustus zijn debuut tegen Sc Heerenveen en was meteen goed voor een assist. Op 10 december was hij voor het eerst aanvoerder van N.E.C. Op 1 september 2012 was hij vanaf de strafschopstip goed voor zijn eerste twee doelpunten in Nijmeegse dienst, in het 3-0 duel met PEC Zwolle, waarin hij bovendien ook nog een assist gaf. Op 20 oktober was het met een directe vrije trap en een strafschop opnieuw goed voor twee doelpunten tegen AZ (2-0). Op 18 november kreeg hij van scheidsrechter Ruud Bossen een directe rode kaart in de met 4-1 verloren derby tegen Vitesse. Hij was de derde NEC'er die eraf gestuurd werd na Rémy Amieux en Victor Pálsson. Hij gaf dat seizoen zes assists, net als in zijn eerste seizoen voor N.E.C. Daarmee degradeerde hij op zondag 11 mei 2014 naar de Eerste divisie, nadat Sparta in de play-offs over twee wedstrijden te sterk bleek. Koolwijk verliet de club daarop transfervrij. Hij kwam tot 99 wedstrijden voor N.E.C., waarin hij goed was zes goals en achttien assists.

### FC Dordrecht
Hij tekende in september 2014 een contract voor één seizoen bij FC Dordrecht dat op dat moment net naar de Eredivisie was gepromoveerd. Hij liet in deze verbintenis een clausule opnemen waarmee hij in de winterstop eventueel al transfervrij zou kunnen vertrekken. Koolwijk liet FC Dordrecht op 1 december van dat jaar weten dat hij hiervan gebruik maakte. Dordrecht stond op dat moment al laatste in de Eredivisie en Koolwijk kwam tot elf wedstrijden voor Dordrecht, waarin hij drie keer scoorde en één assist gaf. 

### AS Trenčín
In januari 2015 tekende hij tot het einde van het seizoen bij AS Trenčín uit Slowakije. Daar won hij veertien van de zestien wedstrijden waarin hij meedeed, waaronder de bekerfinale op 1 mei tegen FK Senica. Bovendien werd hij landskampioen van Slowakije. Ook in het seizoen 2015/16 speelde Koolwijk voor AS Trenčín waarmee hij opnieuw landskampioen werd en de beker won. Hij speelde 53 wedstrijden in zijn eerste anderhalf jaar bij Trencin, waarin hij goed was voor negen doelpunten en tien assists.

### Excelsior
Eind mei 2016 tekende hij een contract voor drie seizoenen bij Excelsior. Hij werd er opnieuw aanvoerder. Hij maakte op 6 augustus zijn rentree voor Excelsior, meer dan vijf jaar na zijn vertrek. Hij eindigde met Excelsior twee keer knap in de middenmoot van de Eredivisie, waarna hij in zijn derde seizoen degradeerde door in de play-offs te verliezen van RKC Waalwijk. Vervolgens vertrok hij bij Excelsior, waar hij in twee periodes tot 227 wedstrijden, negentien goals en 28 assists kwam. Daarmee kwam hij net te kort voor de top tien aller tijden, van de meeste wedstrijden voor Excelsior, die wordt afgesloten met Luigi Bruins (230 wedstrijden).

### AS Trenčín (2)
Nadat hij in 2019 degradeerde met Excelsior, keerde hij terug bij AS Trenčín. Eind april 2020 liet hij daar zijn contract ontbinden in verband met de Coronapandemie. Hij speelde in twee periodes 78 wedstrijden voor de Slowaakse ploeg en kwam daarin tot elf goals en dertien assists.

### Almere City
Op 20 mei 2020 tekende Koolwijk bij Almere City FC een contract voor één seizoen met een optie voor nog een seizoen. Daarnaast zou Koolwijk zich bij de club oriënteren op zijn carrière na zijn spelersloopbaan. Als aanvoerder maakte hij op 30 augustus zijn debuut voor Almere. Op 4 december maakte hij tegen Jong FC Utrecht zijn eerste goal voor Almere. De club werd vierde en mocht daardoor deelnemen aan play-offs om promotie, maar daarin werd Koolwijk in de eerste ronde uitgeschakeld door zijn voormalig werkgever N.E.C. Hij speelde nog mee in de eerste vier wedstrijden van het nieuwe seizoen, maar vertrok daarna bij Almere, waar hij veertig wedstrijden voor speelde. Hij kwam tot één goal en tien assists.

### PEC Zwolle
In augustus 2021 werd Koolwijk overgenomen door PEC Zwolle, waarvoor hij op 19 september in de IJsselderby tegen Go Ahead Eagles als invaller zijn debuut maakte. Hij werd geen basisspeler bij PEC en kwam tot slechts tien wedstrijden. Daarna beëindigde hij zijn profcarrière en ging hij voetballen bij amateurclub VV Smitshoek.

## Clubstatistieken
| Seizoen         | Club            | Competitie      | Competitie | Competitie | Beker | Beker | Overig | Overig | Totaal | Totaal |
| Seizoen         | Club            | Competitie      | Wed.       | Dlp.       | Wed.  | Dlp.  | Wed.   | Dlp.   | Wed.   | Dlp.   |
| --------------- | --------------- | --------------- | ---------- | ---------- | ----- | ----- | ------ | ------ | ------ | ------ |
| 2007/08         | Excelsior       | Eredivisie      | 7          | 0          | 0     | 0     | –      | –      | 7      | 0      |
| 2008/09         | Excelsior       | Eerste divisie  | 37         | 3          | 3     | 0     | 2      | 0      | 42     | 3      |
| 2009/10         | Excelsior       | Eerste divisie  | 37         | 6          | 1     | 0     | 4      | 0      | 42     | 6      |
| 2010/11         | Excelsior       | Eredivisie      | 33         | 1          | 2     | 0     | 4      | 2      | 39     | 3      |
| 2011/12         | N.E.C.          | Eredivisie      | 33         | 0          | 4     | 0     | 2      | 0      | 39     | 0      |
| 2012/13         | N.E.C.          | Eredivisie      | 31         | 4          | 1     | 0     | –      | –      | 32     | 4      |
| 2013/14         | N.E.C.          | Eredivisie      | 22         | 1          | 4     | 0     | 2      | 1      | 28     | 2      |
| 2014/15         | FC Dordrecht    | Eredivisie      | 9          | 2          | 2     | 1     | –      | –      | 11     | 3      |
| 2014/15         | AS Trenčín      | Fortuna Liga    | 13         | 1          | 3     | 1     | –      | –      | 16     | 2      |
| 2015/16         | AS Trenčín      | Fortuna Liga    | 30         | 5          | 5     | 2     | 2      | 0      | 37     | 7      |
| 2016/17         | Excelsior       | Eredivisie      | 32         | 2          | 2     | 0     | –      | –      | 34     | 2      |
| 2017/18         | Excelsior       | Eredivisie      | 28         | 2          | 1     | 0     | –      | –      | 29     | 2      |
| 2018/19         | Excelsior       | Eredivisie      | 32         | 3          | 1     | 0     | 1      | 0      | 34     | 3      |
| 2019/20         | AS Trenčín      | Fortuna Liga    | 20         | 2          | 5     | 0     | –      | –      | 25     | 2      |
| 2020/21         | Almere City     | Eerste divisie  | 34         | 1          | 1     | 0     | 1      | 0      | 36     | 1      |
| 2021/22         | Almere City     | Eerste divisie  | 4          | 0          | 0     | 0     | –      | –      | 4      | 0      |
| 2021/22         | PEC Zwolle      | Eredivisie      | 9          | 0          | 1     | 0     | –      | –      | 10     | 0      |
| Carrière totaal | Carrière totaal | Carrière totaal | 411        | 33         | 36    | 4     | 18     | 3      | 465    | 40     |

## Internationaal
In 2021 werd Koolwijk voor het eerst opgeroepen voor het Surinaams voetbalelftal. Op 5 juni 2021 maakte Koolwijk op 35-jarige leeftijd zijn debuut voor Suriname in de interland met Bermuda (6-0 winst). Een maand later nam hij deel aan de Gold Cup, waarin Suriname derde werd in hun poule achter Costa Rica en Jamaica. Hij kwam tot zeven interlands, waarin hij goed was voor drie assists, alle drie op Jamilhio Rigters.

## Trainersloopbaan
In 2022, na zijn afscheid als international, werd hij assistent-trainer van Suriname. In 2024 ging hij tevens de onder 18 trainen van ADO Den Haag.

## Erelijst
AS Trenčín
| Nationaal           |    |                  |
| Landskampioen       | 2x | 2014/15, 2015/16 |
| Beker van Slowakije | 2x | 2014/15, 2015/16 |